# Sisačka katedrala
Katedrala Uzvišenja Svetog Križa u Sisku stolna je crkva Sisačke biskupije. Nalazi se u samom središtu Siska na Trgu bana Josipa Jelačića, pokraj arheološkog parka "Siscia in situ". Katedralom je proglašena u prosincu 2009. godine, a do tada je bila župna crkva.
Katedrala Uzvišenja Svetog Križa u Sisku postoji otkada i župa, 'od pamtivijeka'. U navedenom popisu arhiđakona Ivana, kao patron župne crkve navodi se Sveti Križ - ecclesia sanctae Crucis. Današnja crkva izgrađena je u prvoj polovici 18. stoljeća. O tome postoje i zapisi u kanonskim vizitacijama od 1702. do 1760. godine kada je izgrađen zvonik. Posveta crkve bila je 1765. godine.
Nakon potresa 1909. godine staro barokno pročelje zamijenjeno je novim, izvedenom u neoklasicističkom stilu s detaljima secesije koje ju resi i danas. Katedrala je bila oštećena tijekom Domovinskog rata.
Dana 5. prosinca 2009. godine papa Benedikt XVI. ponovo je utemeljio Sisačku biskupiju na čelu s biskupom Vladom Košićem, a dotadašnju župnu crkvu Uzvišenja Svetog Križa proglasio je katedralom.
Katedrala je teško oštećena zbog potresa koji je pogodio Sisak i Petrinju 2020. godine.

## Vanjske poveznice
- Katedralna župa Uzvišenja Svetog Križa - Sisak